# Charles Ignace Auguste Jacques Offenbach
 (novembre 2015).
Si vous disposez d'ouvrages ou d'articles de référence ou si vous connaissez des sites web de qualité traitant du thème abordé ici, merci de compléter l'article en donnant les références utiles à sa vérifiabilité et en les liant à la section « Notes et références ».
Charles Ignace Auguste Jacques Offenbach est un compositeur français, né à Paris le 24 mai 1862 et mort à Cannes le 7 décembre 1883 sans descendance.

## Biographie
Il est le fils de Herminie et Jacques Offenbach. Il compose de nombreuses pièces (souvent restées inachevées), mélodies, airs de ballets, pièces pour piano, transcriptions, dont la plupart sont inédites.
À la mort de son père, il collabore avec Ernest Guiraud à l'achèvement et à la mise en forme des Contes d'Hoffmann (opéra-comique laissé inachevé par Jacques Offenbach). 
Il entreprend le classement et catalogage de l'œuvre de son père, mais n'aura pas le temps d'achever son ouvrage, la tuberculose l'emportant à l'âge de 21 ans.
Sa mélodie Lettre d'un collégien à sa cousine sur un poème d'Henri Lyon a été publiée en 1881 par l'éditeur Choudens.